# Холодный суп
Холодный суп — сезонное блюдо, популярное в жаркое летнее время. Представляет собой жидкое кушанье из измельчённых овощей и других продуктов, залитых прохладной жидкостью (хлебным квасом, пивом, овощным или фруктовым отваром, кисломолочными продуктами). Для холодных супов характерны освежающий кисло-сладкий или слегка острый приятный вкус, большое количество свежих овощей и зелени, обеспечивающих аромат блюда. В русских гастрономических изданиях родиной холодных супов считается Центральная Азия. Холодные супы обычно подают на первое, сладкие холодные супы — на десерт.
Основные холодные супы в русской кухне — окрошка, холодный борщ, свекольник, ботвинья, зелёные щи, которые в классическом исполнении готовят на квасе или свекольном отваре. Предшественниками этих супов в русской кухне считаются народные блюда редька с квасом, тюря и окрошка-закуска. Русская окрошка запомнилась побывавшему в России в 1858 году Теофилю Готье: «Холодный суп, где в ароматизированном бульоне с уксусом и сахаром плавают одновременно кусочки рыбы и льда, удивит самое экзотическое нёбо».
Жидкой основой холодных супов в русской кухне обычно выступают овощные отвары с использованием свёклы, моркови, щавеля и шпината, хлебный квас, овощной или фруктовый отвары, а также настои из свёклы или щавеля, в которые в зависимости от рецепта добавляют самые разнообразные продукты, преимущественного растительного происхождения. а также смеси овощных отваров с квасом или кефиром. Квас для русских холодных супов должен быть специальный, «окрошечный» — немолодой и не слишком кислый, обычно из подсушенного и подрумяненного чёрного хлеба. В гарнир практически всех холодных супов входят свежие огурцы, зелёный лук, часто растёртый с солью, и, за исключением ботвиньи, варёные яйца. Холодные супы, за вычетом рыбных и приготовленных на кефире, сервируют со сметаной и мелко нарезанной зеленью укропа. Температура подачи холодных супов составляет не выше 14 °C, её можно регулировать: при сервировке в тарелку с холодным супом иногда кладут кусочки питьевого льда либо их подают отдельно в креманке или на розетке. Холодные фруктовые и ягодные супы сервируют с гарниром из макаронных изделий, риса, саго, а также варениками, холодными пудингами и нарезанными кубиками манными или рисовыми запеканками. Готовые холодные супы хранят в холодильнике.
В восточноевропейских кухнях распространён холодник со свекольной ботвой и щавелём на простокваше или разведённой водой сметане. В эстонской кухне готовят холодные хлебный, пивной и черничный супы. В Испании одним из символов андалусской кухни считается гаспачо, красный холодный суп из перетёртых в пюре свежих овощей (томатов, перцев и огурцов) с хлебом. Наряду с гаспачо летом в Андалусии готовят холодные пюреобразные супы сальморехо и ахобланко. В азербайджанской кухне на катыке готовят мясные супы довгу и овдух. В таджикской, туркменской и узбекской кухнях есть похожий на окрошку суп чалоп. В болгарской кухне готовят родственный супам из Центральной Азии пряный огуречный таратор с орехами. В корейской кухне готовят холодный суп с лапшой куксу или кукси.